# Célébrations du 70e anniversaire de la libération du camp d'extermination d'Auschwitz-Birkenau
Les célébrations du 70e anniversaire de la libération du camp d'extermination d'Auschwitz-Birkenau est une cérémonie organisée le 27 janvier 2015 afin de commémorer la libération du camp d'extermination d'Auschwitz-Birkenau  le 27 janvier 1945 par les troupes soviétique. 42 pays sont représentés lors de cette cérémonie. 

## Participants

### Chefs d'État et de gouvernement
- Joachim Gauck, président fédéral d'Allemagne
- Philippe, roi des Belges
- François Hollande, président de la République française
- Pietro Grasso, président de la République italienne par intérim
- Xavier Bettel, premier ministre du Luxembourg et Henri, grand-duc de Luxembourg
- Bronisław Komorowski, président de la République de Pologne
- Petro Porochenko, président d'Ukraine
- Willem-Alexander, roi des Pays-Bas

### Autres personnalités
- Mathilde, reine des Belges
- Máxima, reine des Pays-Bas
- María Teresa, grande-duchesse de Luxembourg
- Guillaume, grand-duc héritier de Luxembourg et Stéphanie, grande-duchesse héritière de Luxembourg
- Jacob Lew, ministre américain au Trésor
- Sergueï Ivanov, chef de l'administration présidentielle russe
- Steven Spielberg, réalisateur américain

### Rescapés
Au cours de la cérémonie, trois rescapés sont amenés à témoigner devant l'assemblée constituée de chefs d'état.
- Kazimierz Albin, déporté polonais arrêté en 1940 en Slovaquie alors qu'il tentait de fuir la Pologne occupée. Faisant partie du tout premier convoi de prisonniers déportés à Auschwitz, il participe à la construction du camp et y survit pendant trois ans en tant que cuisinier. Le 27 février 1943, il s'évade d'Auschwitz avec six autres prisonniers.
- Halina Birenbaum, déporté polonaise, ancienne prisonnière du ghetto de Varsovie, elle est internée pendant la seconde guerre mondiale dans plusieurs camps: Majdanek, Auschwitz, Ravensbrück puis celui de Neustadt-Glewe d’où elle a été libérée en 1945.
- Roman Kent, déporté polonais, ancien prisonnier d’Auschwitz et président du Comité international d’Auschwitz.

### Cérémonie internationale
La première partie de cette journée internationale de commémoration s’est déroulée sous une tente dressée devant l'entrée principale du camp, une entrée surnommée la "Porte de la mort".  Après la cérémonie principale, les participants à cette cérémonie ont été invités à se rendre à pied au monument aux victimes de Birkenau, en longeant dans une atmosphère recueillie une voie de chemin de fer et les baraquements réservés aux femmes à l‘époque.